# Walterswil (Berna)
Walterswil é uma comuna da Suíça, situada no distrito administrativo de Alta Argóvia, no cantão de Berna. Tem 7,9 km² de área e sua população em 2018 foi estimada em 538 habitantes.